# James Iha
James Yoshinobu Iha, född 26 mars 1968 i Chicago, Illinois, är en amerikansk musiker. Han är mest känd för sin tidigare roll som gitarrist i rockgruppen The Smashing Pumpkins, som han grundade tillsammans med Billy Corgan 1988. 
Han gav 1998, under tiden han var medlem i The Smashing Pumpkins, ut soloalbumet Let It Come Down. Han spelade med The Smashing Pumpkins fram till upplösningen 2000. Sedan 2003 är han medlem i Vanessa and the O's. Han har tidigare även varit aktiv i band som Snaketrain, A Perfect Circle och Stellastarr. Iha är vän med medlemmarna i den svenska rockgruppen The Sounds och har varit med och producerat deras album Crossing the Rubicon (2009). Han har även gjort en officiell remix av låten "Weekend" av den brittiska gruppen Ladytron.

## Diskografi (urval)

### Solo
- 1998 – Let It Come Down
- 2012 – Look to the Sky

### MedThe Smashing Pumpkins
Studioalbum
- 1991 – Gish
- 1993 – Siamese Dream
- 1995 – Mellon Collie and the Infinite Sadness
- 1998 – Adore
- 2000 – Machina/The Machines of God
- 2001 – Machina II/The Friends & Enemies of Modern Music
- 2018 – Shiny and Oh So Bright Vol. 1 / LP: No Past. No Future. No Sun.
- 2020 – Cyr

Livealbum
- 2002 – Earphoria

EP
- 1991 – Lull

Samlingsalbum
- 1994 – Pisces Iscariot
- 1996 – The Aeroplane Flies High
- 2001 – Rotten Apples
- 2005 – Rarities and B-Sides

### MedStarchildren
- 1994 – "Delusions of Candor" (singel)

### MedA Perfect Circle
- 2004 – eMOTIVe (endast på "People Are People")
- 2004 – aMOTION (samlingsalbum)
- 2013 – Three Sixty (samlingsalbum)

### MedWhiskeytown
- 2001 – Pneumonia

### Annat
- 2003 – 2003 – La Ballade d'O (stodioalbum med Vanessa and the O's)
- 2009 – Tinted Windows (studioalbum med Tinted Windows)

## Smashing Pumpkins-låtar

### Skrivna av James Iha
- "Wave Song" från Mashed Potatoes
- "Blew Away" från Pisces Iscariot
- "Why Am I So Tired?" från Vieuphoria och Earphoria
- "Bugg Superstar" från Vieuphoria och Earphoria
- "Take Me Down" från Mellon Collie and the Infinite Sadness
- "...Said Sadly" från The Aeroplane Flies High
- "Believe" från The Aeroplane Flies High
- "The Boy" från The Aeroplane Flies High
- "The Bells" från The Aeroplane Flies High
- "Summer" från "Perfect"-singeln
- "Go" från Machina II/The Friends & Enemies of Modern Music

### Skrivna ihop med Billy Corgan
- "I Am One" från Gish
- "Soma" och "Mayonaise" från Siamese Dream
- "Plume" från Pisces Iscariot
- "Farewell and Goodnight" från Mellon Collie and the Infinite Sadness
- "Tribute to Johnny" från "The Aeroplane Flies High"

### Covers sjungna av Iha
- Syd Barretts "Terrapin" från "I Am One"
- The Cures "A Night Like This" från The Aeroplane Flies High
- Tom Waitss "Ol' 55" (framförd live 1999 vid Bridge School Benefit-konserterna)[2]
- The Human Leagues "Don't You Want Me" (framförd live som duett med Melissa Auf der Maur under 2000 års turné)[3]
- David Bowies "Kooks" (framförd live 1993)[4]